# Mauser Polonais

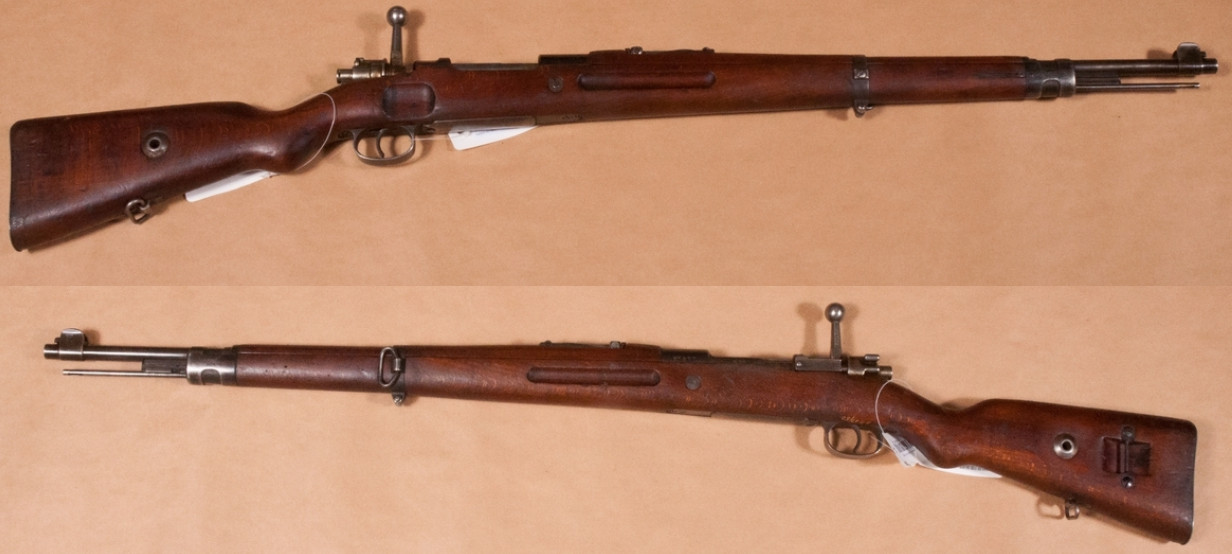
La kbk wz.29 fut la carabine de l'armée polonaise de la Seconde Guerre mondiale.

Dans les années 1920 et 1930, les arsenaux polonais produisit des copies du Mauser 98 (Fusil mle 98  et Carabine 98) et une variante du Mauser Vz  24 (Fusil mle 29) pour l'Armée polonaise.

## Modèles
- Fusil Modèle 98 : fabriqué en 1923-24 et en 1936-36 à 66500 exemplaires
- Carabine 98: copie de la K98a produite entre  1925 et 1931 : 347100 carabines
- Fusil 29 : variante du Mauser CZ: 264000 fusils sortis d'usine en 1931-39.
- Fusil G29/40 : variante du précédent (crosse et fixation de la bretelle).

| Modèle                        | Fusil polonais 98 | Carabine polonaise 98 | Fusil polonais 29 | Fusil germano-polonais G.29/40 |
| ----------------------------- | ----------------- | --------------------- | ----------------- | ------------------------------ |
| Munition/Magasin (cartouches) | 7,92 mm Mauser/5  | 7,92 mm Mauser/5      | 7,92 mm Mauser/5  | 7,92 mm Mauser/5               |
| Longueur                      | 1,25 m            | 1,11 cm               | 1,1,11 m          | 1,11 m                         |
| Canon                         | 74 cm             | 59 cm                 | 59 cm             | 59 cm                          |
| Masse à vide                  | 4,2 kg            | 3,9 kg                | 3,8 kg            | 3,8 kg                         |

## Diffusion  des Mauser Wz. 98 & Wz. 29
La Pologne exporta quelques Modèles 29 en Espagne(livrés, avec des fusils et carabines Wz. 98 aux Républicains espagnols durant la Guerre civile),  en Lituanie et en Yougoslavie. Durant la Seconde Guerre mondiale, ces armes furent utilisées par la Wehrmacht qui fit fabriquer par Steyr une variante du Wzor 29 : le Gewehr 29/40. De la même façon, l'Armée rouge remis en service des Mauser Wz. 29 polonais et lituaniens de prise lors de la Grande Guerre patriotique.

## Le Mauser Wz.29 à l'écran
Cette variante du Mauser 1898 apparaît dans quelques films dont Comment j'ai provoqué la Seconde Guerre mondiale, Insurrection ou Katyn armant les soldats polonais, les Waffen-SS, les insurgés varsoviens.

## Sources
- Luc Guillou, Mauser : fusils et carabines militaires, 2 tomes, Éditions du Portail, 1997 et 2004
- Jean Huon, Le Mauser 98 et ses dérivés, Crépin Leblond, 2003